# Curling nos Jogos Olímpicos de Inverno de 2018 - Feminino
As competições do curling feminino nos Jogos Olímpicos de Inverno de 2018 ocorreram no Centro de Curling Gangneung entre 14 e 25 de fevereiro. Dez equipes classificaram-se para o evento, que foi disputado num sistema de todos contra todos na primeira fase, classificando as quatro melhores equipes para a fase final.

## Medalhistas
|  | SWE Suécia                                                                  |  | KOR Coreia do Sul                                                 |  | JPN Japão                                                                  |
|  | Anna Hasselborg Sara McManus Agnes Knochenhauer Sofia Mabergs Jennie Wåhlin |  | Kim Eun-jung Kim Kyeong-ae Kim Seon-yeong Kim Yeong-mi Kim Cho-hi |  | Satsuki Fujisawa Chinami Yoshida Yumi Suzuki Yurika Yoshida Mari Motohashi |

## Equipes
| OAR Atletas Olímpicos da Rússia | CAN Canadá | CHN China | KOR Coreia do Sul | DEN Dinamarca |
| --- | --- | --- | --- | --- |
| CC Adamant, São Petersburgo Capitã: Victoria Moiseeva Terceira: Uliana Vasilyeva Segunda: Galina Arsenkina Primeira: Julia Guzieva Reserva: Yulia Portunova | Ottawa CC, Ottawa Capitã: Rachel Homan Terceira: Emma Miskew Segunda: Joanne Courtney Primeira: Lisa Weagle Reserva: Cheryl Bernard       | Harbin CC, Harbin Capitã: Wang Bingyu Terceira: Zhou Yan Segunda: Liu Jinli Primeira: Ma Jingyi Reserva: Jiang Xindi                       | GyeongBuk Uiseong CC, Uiseong Capitã: Kim Eun-jung Terceira: Kim Kyeong-ae Segunda: Kim Seon-yeong Primeira: Kim Yeong-mi Reserva: Kim Cho-hi        | Hvidovre CC, Hvidovre Capitã: Madeleine Dupont Terceira: Denise Dupont Segunda: Julie Høgh Primeira: Mathilde Halse Reserva: Lina Knudsen            |
| USA Estados Unidos | GBR Grã-Bretanha | JPN Japão | SWE Suécia | SUI Suíça |
| Madison CC, Madison Capitã: Nina Roth Terceira: Tabitha Peterson Segunda: Aileen Geving Primeira: Rebecca Hamilton Reserva: Cory Christensen                | Royal Caledonian CC, Stirling Capitã: Eve Muirhead Terceira: Anna Sloan Segunda: Vicki Adams Primeira: Lauren Gray Reserva: Kelly Schafer | Tokoro CC, Kitami Capitã: Satsuki Fujisawa Terceira: Chinami Yoshida Segunda: Yumi Suzuki Primeira: Yurika Yoshida Reserva: Mari Motohashi | Sundbybergs CK, Sundbyberg Capitã: Anna Hasselborg Terceira: Sara McManus Segunda: Agnes Knochenhauer Primeira: Sofia Mabergs Reserva: Jennie Wåhlin | CC Aarau, Aarau Capitã: Silvana Tirinzoni Terceira: Esther Neuenschwander Segunda: Manuela Siegrist Primeira: Marlene Albrecht Reserva: Jenny Perret |

## Primeira fase

### Classificação
|  | Equipes classificadas para as semifinais |
|  | Equipes eliminadas na primeira fase      |

| País                            | Capitão           | V | D | PF | PS | EV | EP | EB | ER | Arremesso (%) |
| ------------------------------- | ----------------- | - | - | -- | -- | -- | -- | -- | -- | ------------- |
| KOR Coreia do Sul               | Kim Eun-jung      | 8 | 1 | 75 | 44 | 41 | 34 | 5  | 15 | 79%           |
| SWE Suécia                      | Anna Hasselborg   | 7 | 2 | 64 | 48 | 42 | 34 | 14 | 13 | 83%           |
| GBR Grã-Bretanha                | Eve Muirhead      | 6 | 3 | 61 | 56 | 39 | 38 | 12 | 6  | 79%           |
| JPN Japão                       | Satsuki Fujisawa  | 5 | 4 | 59 | 55 | 38 | 36 | 10 | 13 | 75%           |
| CHN China                       | Wang Bingyu       | 4 | 5 | 57 | 65 | 35 | 38 | 12 | 5  | 78%           |
| CAN Canadá                      | Rachel Homan      | 4 | 5 | 68 | 59 | 40 | 36 | 10 | 12 | 81%           |
| SUI Suíça                       | Silvana Tirinzoni | 4 | 5 | 60 | 55 | 34 | 37 | 12 | 7  | 78%           |
| USA Estados Unidos              | Nina Roth         | 4 | 5 | 56 | 65 | 38 | 39 | 7  | 6  | 78%           |
| OAR Atletas Olímpicos da Rússia | Victoria Moiseeva | 2 | 7 | 45 | 76 | 34 | 40 | 8  | 6  | 76%           |
| DEN Dinamarca                   | Madeleine Dupont  | 1 | 8 | 50 | 72 | 32 | 41 | 10 | 6  | 73%           |

### Resultados
Todas as partidas seguem o horário local (UTC+9).
Primeira rodada
Quarta-feira, 14 de fevereiro, 14:05
| Pista A                   | LSFE    | 1 | 2 | 3 | 4 | 5 | 6 | 7 | 8 | 9 | 10 | Final |
| ------------------------- | ------- | - | - | - | - | - | - | - | - | - | -- | ----- |
| JPN Japão (Fujisawa)      |         | 2 | 2 | 3 | 0 | 1 | 0 | 0 | 1 | 1 | X  | 10    |
| USA Estados Unidos (Roth) | Martelo | 0 | 0 | 0 | 1 | 0 | 3 | 1 | 0 | 0 | X  | 5     |

| Pista B                                    | LSFE    | 1 | 2 | 3 | 4 | 5 | 6 | 7 | 8 | 9 | 10 | Final |
| ------------------------------------------ | ------- | - | - | - | - | - | - | - | - | - | -- | ----- |
| OAR Atletas Olímpicos da Rússia (Moiseeva) |         | 0 | 1 | 0 | 0 | 2 | 0 | 0 | X | X | X  | 3     |
| GBR Grã-Bretanha (Muirhead)                | Martelo | 3 | 0 | 2 | 1 | 0 | 0 | 4 | X | X | X  | 10    |

| Pista C                 | LSFE    | 1 | 2 | 3 | 4 | 5 | 6 | 7 | 8 | 9 | 10 | Final |
| ----------------------- | ------- | - | - | - | - | - | - | - | - | - | -- | ----- |
| DEN Dinamarca (Dupont)  | Martelo | 0 | 0 | 0 | 1 | 0 | 0 | 2 | 0 | X | X  | 3     |
| SWE Suécia (Hasselborg) |         | 1 | 0 | 2 | 0 | 2 | 2 | 0 | 2 | X | X  | 9     |

| Pista D               | LSFE    | 1 | 2 | 3 | 4 | 5 | 6 | 7 | 8 | 9 | 10 | Final |
| --------------------- | ------- | - | - | - | - | - | - | - | - | - | -- | ----- |
| SUI Suíça (Tirinzoni) |         | 1 | 0 | 0 | 0 | 0 | 1 | 0 | 0 | X | X  | 2     |
| CHN China (Wang)      | Martelo | 0 | 2 | 1 | 1 | 0 | 0 | 0 | 3 | X | X  | 7     |

Segunda rodada
Quinta-feira, 15 de fevereiro, 9:05
| Pista A                 | LSFE    | 1 | 2 | 3 | 4 | 5 | 6 | 7 | 8 | 9 | 10 | Final |
| ----------------------- | ------- | - | - | - | - | - | - | - | - | - | -- | ----- |
| CAN Canadá (Homan)      |         | 0 | 1 | 0 | 0 | 0 | 2 | 1 | 0 | 0 | 2  | 6     |
| KOR Coreia do Sul (Kim) | Martelo | 1 | 0 | 0 | 1 | 2 | 0 | 0 | 1 | 3 | 0  | 8     |

| Pista B                | LSFE    | 1 | 2 | 3 | 4 | 5 | 6 | 7 | 8 | 9 | 10 | Final |
| ---------------------- | ------- | - | - | - | - | - | - | - | - | - | -- | ----- |
| DEN Dinamarca (Dupont) |         | 0 | 0 | 0 | 3 | 0 | 1 | 0 | 0 | 1 | X  | 5     |
| JPN Japão (Fujisawa)   | Martelo | 0 | 2 | 1 | 0 | 0 | 0 | 3 | 2 | 0 | X  | 8     |

| Pista C                                    | LSFE    | 1 | 2 | 3 | 4 | 5 | 6 | 7 | 8 | 9 | 10 | 11 | Final |
| ------------------------------------------ | ------- | - | - | - | - | - | - | - | - | - | -- | -- | ----- |
| CHN China (Wang)                           |         | 0 | 2 | 1 | 0 | 0 | 1 | 0 | 2 | 0 | 0  | 0  | 6     |
| OAR Atletas Olímpicos da Rússia (Moiseeva) | Martelo | 1 | 0 | 0 | 2 | 0 | 0 | 1 | 0 | 0 | 2  | 1  | 7     |

| Pista D                     | LSFE    | 1 | 2 | 3 | 4 | 5 | 6 | 7 | 8 | 9 | 10 | Final |
| --------------------------- | ------- | - | - | - | - | - | - | - | - | - | -- | ----- |
| GBR Grã-Bretanha (Muirhead) | Martelo | 1 | 0 | 0 | 2 | 0 | 0 | 0 | 1 | 0 | 0  | 4     |
| USA Estados Unidos (Roth)   |         | 0 | 0 | 2 | 0 | 0 | 2 | 0 | 0 | 1 | 2  | 7     |

Terceira rodada
Quinta-feira, 15 de fevereiro, 20:05
| Pista A                     | LSFE    | 1 | 2 | 3 | 4 | 5 | 6 | 7 | 8 | 9 | 10 | 11 | Final |
| --------------------------- | ------- | - | - | - | - | - | - | - | - | - | -- | -- | ----- |
| CHN China (Wang)            |         | 0 | 1 | 0 | 3 | 0 | 1 | 0 | 1 | 0 | 1  | 0  | 7     |
| GBR Grã-Bretanha (Muirhead) | Martelo | 1 | 0 | 1 | 0 | 1 | 0 | 2 | 0 | 2 | 0  | 1  | 8     |

| Pista B                 | LSFE    | 1 | 2 | 3 | 4 | 5 | 6 | 7 | 8 | 9 | 10 | 11 | Final |
| ----------------------- | ------- | - | - | - | - | - | - | - | - | - | -- | -- | ----- |
| CAN Canadá (Homan)      | Martelo | 0 | 0 | 2 | 0 | 1 | 0 | 1 | 1 | 0 | 1  | 0  | 6     |
| SWE Suécia (Hasselborg) |         | 2 | 0 | 0 | 1 | 0 | 2 | 0 | 0 | 1 | 0  | 1  | 7     |

| Pista C                   | LSFE    | 1 | 2 | 3 | 4 | 5 | 6 | 7 | 8 | 9 | 10 | Final |
| ------------------------- | ------- | - | - | - | - | - | - | - | - | - | -- | ----- |
| USA Estados Unidos (Roth) |         | 0 | 0 | 1 | 0 | 0 | 2 | 0 | 1 | 0 | 1  | 5     |
| SUI Suíça (Tirinzoni)     | Martelo | 0 | 2 | 0 | 1 | 2 | 0 | 0 | 0 | 1 | 0  | 6     |

| Pista D                 | LSFE    | 1 | 2 | 3 | 4 | 5 | 6 | 7 | 8 | 9 | 10 | Final |
| ----------------------- | ------- | - | - | - | - | - | - | - | - | - | -- | ----- |
| KOR Coreia do Sul (Kim) | Martelo | 0 | 2 | 0 | 1 | 0 | 1 | 1 | 0 | 0 | 0  | 5     |
| JPN Japão (Fujisawa)    |         | 1 | 0 | 1 | 0 | 1 | 0 | 0 | 1 | 2 | 1  | 7     |

Quarta rodada
Sexta-feira, 16 de fevereiro, 14:05
| Pista A                | LSFE    | 1 | 2 | 3 | 4 | 5 | 6 | 7 | 8 | 9 | 10 | 11 | Final |
| ---------------------- | ------- | - | - | - | - | - | - | - | - | - | -- | -- | ----- |
| DEN Dinamarca (Dupont) |         | 0 | 0 | 3 | 1 | 0 | 2 | 0 | 0 | 0 | 2  | 1  | 9     |
| CAN Canadá (Homan)     | Martelo | 0 | 2 | 0 | 0 | 4 | 0 | 1 | 1 | 0 | 0  | 0  | 8     |

| Pista B                 | LSFE    | 1 | 2 | 3 | 4 | 5 | 6 | 7 | 8 | 9 | 10 | Final |
| ----------------------- | ------- | - | - | - | - | - | - | - | - | - | -- | ----- |
| KOR Coreia do Sul (Kim) |         | 1 | 0 | 1 | 1 | 1 | 0 | 1 | 0 | 2 | 0  | 7     |
| SUI Suíça (Tirinzoni)   | Martelo | 0 | 2 | 0 | 0 | 0 | 1 | 0 | 1 | 0 | 1  | 5     |

| Pista D                                    | LSFE    | 1 | 2 | 3 | 4 | 5 | 6 | 7 | 8 | 9 | 10 | 11 | Final |
| ------------------------------------------ | ------- | - | - | - | - | - | - | - | - | - | -- | -- | ----- |
| SWE Suécia (Hasselborg)                    |         | 0 | 0 | 0 | 0 | 1 | 0 | 1 | 0 | 2 | 0  | 1  | 5     |
| OAR Atletas Olímpicos da Rússia (Moiseeva) | Martelo | 0 | 0 | 0 | 1 | 0 | 1 | 0 | 1 | 0 | 1  | 0  | 4     |

Quinta rodada
Sábado, 17 de fevereiro, 9:05
| Pista A                 | LSFE    | 1 | 2 | 3 | 4 | 5 | 6 | 7 | 8 | 9 | 10 | Final |
| ----------------------- | ------- | - | - | - | - | - | - | - | - | - | -- | ----- |
| SUI Suíça (Tirinzoni)   |         | 0 | 2 | 2 | 0 | 0 | 0 | 0 | 0 | 1 | 2  | 7     |
| SWE Suécia (Hasselborg) | Martelo | 1 | 0 | 0 | 1 | 0 | 1 | 3 | 2 | 0 | 0  | 8     |

| Pista B                                    | LSFE    | 1 | 2 | 3 | 4 | 5 | 6 | 7 | 8 | 9 | 10 | 11 | Final |
| ------------------------------------------ | ------- | - | - | - | - | - | - | - | - | - | -- | -- | ----- |
| OAR Atletas Olímpicos da Rússia (Moiseeva) |         | 0 | 2 | 0 | 0 | 1 | 1 | 0 | 1 | 0 | 1  | 0  | 6     |
| USA Estados Unidos (Roth)                  | Martelo | 1 | 0 | 2 | 1 | 0 | 0 | 1 | 0 | 1 | 0  | 1  | 7     |

| Pista C              | LSFE    | 1 | 2 | 3 | 4 | 5 | 6 | 7 | 8 | 9 | 10 | 11 | Final |
| -------------------- | ------- | - | - | - | - | - | - | - | - | - | -- | -- | ----- |
| JPN Japão (Fujisawa) | Martelo | 2 | 1 | 0 | 1 | 0 | 1 | 0 | 0 | 0 | 1  | 0  | 6     |
| CHN China (Wang)     |         | 0 | 0 | 2 | 0 | 1 | 0 | 0 | 3 | 0 | 0  | 1  | 7     |

| Pista D                     | LSFE    | 1 | 2 | 3 | 4 | 5 | 6 | 7 | 8 | 9 | 10 | Final |
| --------------------------- | ------- | - | - | - | - | - | - | - | - | - | -- | ----- |
| DEN Dinamarca (Dupont)      |         | 1 | 0 | 1 | 0 | 1 | 0 | 1 | 0 | 1 | 1  | 6     |
| GBR Grã-Bretanha (Muirhead) | Martelo | 0 | 2 | 0 | 1 | 0 | 2 | 0 | 2 | 0 | 0  | 7     |

Sexta rodada
Sábado, 17 de fevereiro, 20:05
| Pista A                                    | LSFE    | 1 | 2 | 3 | 4 | 5 | 6 | 7 | 8 | 9 | 10 | Final |
| ------------------------------------------ | ------- | - | - | - | - | - | - | - | - | - | -- | ----- |
| OAR Atletas Olímpicos da Rússia (Moiseeva) | Martelo | 1 | 0 | 2 | 0 | 1 | 0 | 0 | 1 | 0 | X  | 5     |
| JPN Japão (Fujisawa)                       |         | 0 | 2 | 0 | 2 | 0 | 1 | 3 | 0 | 2 | X  | 10    |

| Pista B                | LSFE    | 1 | 2 | 3 | 4 | 5 | 6 | 7 | 8 | 9 | 10 | Final |
| ---------------------- | ------- | - | - | - | - | - | - | - | - | - | -- | ----- |
| CHN China (Wang)       | Martelo | 4 | 0 | 0 | 1 | 0 | 0 | 1 | 0 | 4 | X  | 10    |
| DEN Dinamarca (Dupont) |         | 0 | 1 | 3 | 0 | 2 | 0 | 0 | 1 | 0 | X  | 7     |

| Pista C                     | LSFE    | 1 | 2 | 3 | 4 | 5 | 6 | 7 | 8 | 9 | 10 | Final |
| --------------------------- | ------- | - | - | - | - | - | - | - | - | - | -- | ----- |
| KOR Coreia do Sul (Kim)     |         | 0 | 0 | 0 | 1 | 1 | 0 | 0 | 2 | 2 | 1  | 7     |
| GBR Grã-Bretanha (Muirhead) | Martelo | 0 | 0 | 1 | 0 | 0 | 1 | 2 | 0 | 0 | 0  | 4     |

| Pista D                   | LSFE    | 1 | 2 | 3 | 4 | 5 | 6 | 7 | 8 | 9 | 10 | Final |
| ------------------------- | ------- | - | - | - | - | - | - | - | - | - | -- | ----- |
| USA Estados Unidos (Roth) | Martelo | 0 | 1 | 0 | 1 | 0 | 1 | 0 | X | X | X  | 3     |
| CAN Canadá (Homan)        |         | 3 | 0 | 1 | 0 | 3 | 0 | 4 | X | X | X  | 11    |

Sétima rodada
Domingo, 18 de fevereiro, 14:05
| Pista B                     | LSFE    | 1 | 2 | 3 | 4 | 5 | 6 | 7 | 8 | 9 | 10 | 11 | Final |
| --------------------------- | ------- | - | - | - | - | - | - | - | - | - | -- | -- | ----- |
| GBR Grã-Bretanha (Muirhead) |         | 0 | 0 | 0 | 2 | 1 | 0 | 0 | 1 | 0 | 2  | 0  | 6     |
| SWE Suécia (Hasselborg)     | Martelo | 0 | 2 | 1 | 0 | 0 | 1 | 0 | 0 | 2 | 0  | 2  | 8     |

| Pista C               | LSFE    | 1 | 2 | 3 | 4 | 5 | 6 | 7 | 8 | 9 | 10 | Final |
| --------------------- | ------- | - | - | - | - | - | - | - | - | - | -- | ----- |
| CAN Canadá (Homan)    |         | 0 | 0 | 2 | 0 | 2 | 0 | 2 | 0 | 3 | 1  | 10    |
| SUI Suíça (Tirinzoni) | Martelo | 1 | 0 | 0 | 3 | 0 | 3 | 0 | 1 | 0 | 0  | 8     |

| Pista D                 | LSFE    | 1 | 2 | 3 | 4 | 5 | 6 | 7 | 8 | 9 | 10 | Final |
| ----------------------- | ------- | - | - | - | - | - | - | - | - | - | -- | ----- |
| CHN China (Wang)        |         | 0 | 1 | 0 | 1 | 0 | 2 | 1 | 0 | X | X  | 5     |
| KOR Coreia do Sul (Kim) | Martelo | 3 | 0 | 3 | 0 | 4 | 0 | 0 | 2 | X | X  | 12    |

Oitava rodada
Segunda-feira, 19 de fevereiro, 9:05
| Pista A                   | LSFE    | 1 | 2 | 3 | 4 | 5 | 6 | 7 | 8 | 9 | 10 | Final |
| ------------------------- | ------- | - | - | - | - | - | - | - | - | - | -- | ----- |
| USA Estados Unidos (Roth) | Martelo | 1 | 0 | 1 | 1 | 0 | 2 | 0 | 1 | 0 | 1  | 7     |
| DEN Dinamarca (Dupont)    |         | 0 | 1 | 0 | 0 | 2 | 0 | 2 | 0 | 1 | 0  | 6     |

| Pista B              | LSFE    | 1 | 2 | 3 | 4 | 5 | 6 | 7 | 8 | 9 | 10 | Final |
| -------------------- | ------- | - | - | - | - | - | - | - | - | - | -- | ----- |
| JPN Japão (Fujisawa) | Martelo | 0 | 1 | 0 | 0 | 0 | 2 | 0 | X | X | X  | 3     |
| CAN Canadá (Homan)   |         | 1 | 0 | 0 | 1 | 4 | 0 | 2 | X | X | X  | 8     |

| Pista C                 | LSFE    | 1 | 2 | 3 | 4 | 5 | 6 | 7 | 8 | 9 | 10 | Final |
| ----------------------- | ------- | - | - | - | - | - | - | - | - | - | -- | ----- |
| SWE Suécia (Hasselborg) |         | 1 | 0 | 0 | 0 | 1 | 0 | 1 | 0 | 2 | 1  | 6     |
| KOR Coreia do Sul (Kim) | Martelo | 0 | 1 | 0 | 2 | 0 | 2 | 0 | 2 | 0 | 0  | 7     |

| Pista D                                    | LSFE    | 1 | 2 | 3 | 4 | 5 | 6 | 7 | 8 | 9 | 10 | Final |
| ------------------------------------------ | ------- | - | - | - | - | - | - | - | - | - | -- | ----- |
| OAR Atletas Olímpicos da Rússia (Moiseeva) |         | 0 | 1 | 0 | 0 | 0 | 1 | 0 | X | X | X  | 2     |
| SUI Suíça (Tirinzoni)                      | Martelo | 0 | 0 | 3 | 2 | 2 | 0 | 4 | X | X | X  | 11    |

Nona rodada
Segunda-feira, 19 de fevereiro, 20:05
| Pista A                     | LSFE    | 1 | 2 | 3 | 4 | 5 | 6 | 7 | 8 | 9 | 10 | Final |
| --------------------------- | ------- | - | - | - | - | - | - | - | - | - | -- | ----- |
| GBR Grã-Bretanha (Muirhead) | Martelo | 2 | 0 | 0 | 1 | 0 | 2 | 0 | 1 | 0 | 2  | 8     |
| SUI Suíça (Tirinzoni)       |         | 0 | 0 | 2 | 0 | 1 | 0 | 2 | 0 | 2 | 0  | 7     |

| Pista B                                    | LSFE    | 1 | 2 | 3 | 4 | 5 | 6 | 7 | 8 | 9 | 10 | Final |
| ------------------------------------------ | ------- | - | - | - | - | - | - | - | - | - | -- | ----- |
| DEN Dinamarca (Dupont)                     |         | 0 | 0 | 0 | 2 | 0 | 2 | 0 | 0 | 3 | 0  | 7     |
| OAR Atletas Olímpicos da Rússia (Moiseeva) | Martelo | 0 | 1 | 1 | 0 | 3 | 0 | 1 | 1 | 0 | 1  | 8     |

| Pista C                   | LSFE    | 1 | 2 | 3 | 4 | 5 | 6 | 7 | 8 | 9 | 10 | Final |
| ------------------------- | ------- | - | - | - | - | - | - | - | - | - | -- | ----- |
| CHN China (Wang)          |         | 0 | 1 | 0 | 2 | 0 | 0 | 0 | 1 | X | X  | 4     |
| USA Estados Unidos (Roth) | Martelo | 3 | 0 | 4 | 0 | 2 | 0 | 1 | 0 | X | X  | 10    |

| Pista D                 | LSFE    | 1 | 2 | 3 | 4 | 5 | 6 | 7 | 8 | 9 | 10 | Final |
| ----------------------- | ------- | - | - | - | - | - | - | - | - | - | -- | ----- |
| JPN Japão (Fujisawa)    | Martelo | 0 | 1 | 0 | 0 | 1 | 0 | 0 | 0 | 2 | 1  | 5     |
| SWE Suécia (Hasselborg) |         | 0 | 0 | 1 | 1 | 0 | 1 | 0 | 1 | 0 | 0  | 4     |

Décima rodada
Terça-feira, 20 de fevereiro, 14:05
| Pista A            | LSFE    | 1 | 2 | 3 | 4 | 5 | 6 | 7 | 8 | 9 | 10 | Final |
| ------------------ | ------- | - | - | - | - | - | - | - | - | - | -- | ----- |
| CAN Canadá (Homan) | Martelo | 0 | 0 | 1 | 2 | 0 | 1 | 0 | 0 | 1 | 0  | 5     |
| CHN China (Wang)   |         | 0 | 2 | 0 | 0 | 3 | 0 | 0 | 1 | 0 | 1  | 7     |

| Pista B                   | LSFE    | 1 | 2 | 3 | 4 | 5 | 6 | 7 | 8 | 9 | 10 | Final |
| ------------------------- | ------- | - | - | - | - | - | - | - | - | - | -- | ----- |
| USA Estados Unidos (Roth) | Martelo | 2 | 0 | 1 | 0 | 0 | 1 | 0 | 2 | 0 | X  | 6     |
| KOR Coreia do Sul (Kim)   |         | 0 | 1 | 0 | 1 | 4 | 0 | 1 | 0 | 2 | X  | 9     |

| Pista C                     | LSFE    | 1 | 2 | 3 | 4 | 5 | 6 | 7 | 8 | 9 | 10 | Final |
| --------------------------- | ------- | - | - | - | - | - | - | - | - | - | -- | ----- |
| GBR Grã-Bretanha (Muirhead) | Martelo | 1 | 0 | 1 | 1 | 0 | 3 | 0 | 1 | 1 | 0  | 8     |
| JPN Japão (Fujisawa)        |         | 0 | 3 | 0 | 0 | 0 | 0 | 2 | 0 | 0 | 1  | 6     |

Décima primeira rodada
Quarta-feira, 21 de fevereiro, 9:05
| Pista A                                    | LSFE    | 1 | 2 | 3 | 4 | 5 | 6 | 7 | 8 | 9 | 10 | Final |
| ------------------------------------------ | ------- | - | - | - | - | - | - | - | - | - | -- | ----- |
| KOR Coreia do Sul (Kim)                    |         | 3 | 3 | 3 | 0 | 2 | 0 | X | X | X | X  | 11    |
| OAR Atletas Olímpicos da Rússia (Moiseeva) | Martelo | 0 | 0 | 0 | 1 | 0 | 1 | X | X | X | X  | 2     |

| Pista B                 | LSFE    | 1 | 2 | 3 | 4 | 5 | 6 | 7 | 8 | 9 | 10 | Final |
| ----------------------- | ------- | - | - | - | - | - | - | - | - | - | -- | ----- |
| SWE Suécia (Hasselborg) | Martelo | 0 | 2 | 1 | 0 | 2 | 0 | 0 | 3 | 0 | X  | 8     |
| CHN China (Wang)        |         | 0 | 0 | 0 | 1 | 0 | 2 | 0 | 0 | 1 | X  | 4     |

| Pista C                | LSFE    | 1 | 2 | 3 | 4 | 5 | 6 | 7 | 8 | 9 | 10 | Final |
| ---------------------- | ------- | - | - | - | - | - | - | - | - | - | -- | ----- |
| SUI Suíça (Tirinzoni)  | Martelo | 1 | 0 | 0 | 0 | 3 | 0 | 1 | 0 | 1 | X  | 6     |
| DEN Dinamarca (Dupont) |         | 0 | 0 | 0 | 2 | 0 | 1 | 0 | 1 | 0 | X  | 4     |

| Pista D                     | LSFE    | 1 | 2 | 3 | 4 | 5 | 6 | 7 | 8 | 9 | 10 | Final |
| --------------------------- | ------- | - | - | - | - | - | - | - | - | - | -- | ----- |
| CAN Canadá (Homan)          |         | 0 | 2 | 1 | 0 | 0 | 1 | 0 | 0 | 1 | 0  | 5     |
| GBR Grã-Bretanha (Muirhead) | Martelo | 1 | 0 | 0 | 1 | 0 | 0 | 0 | 2 | 0 | 2  | 6     |

Décima segunda rodada
Quarta-feira, 21 de fevereiro, 20:05
| Pista A                   | LSFE    | 1 | 2 | 3 | 4 | 5 | 6 | 7 | 8 | 9 | 10 | Final |
| ------------------------- | ------- | - | - | - | - | - | - | - | - | - | -- | ----- |
| SWE Suécia (Hasselborg)   | Martelo | 3 | 0 | 1 | 0 | 1 | 0 | 0 | 1 | 0 | 3  | 9     |
| USA Estados Unidos (Roth) |         | 0 | 2 | 0 | 1 | 0 | 0 | 2 | 0 | 1 | 0  | 6     |

| Pista B               | LSFE    | 1 | 2 | 3 | 4 | 5 | 6 | 7 | 8 | 9 | 10 | Final |
| --------------------- | ------- | - | - | - | - | - | - | - | - | - | -- | ----- |
| SUI Suíça (Tirinzoni) | Martelo | 0 | 2 | 0 | 4 | 0 | 0 | 0 | 1 | 1 | X  | 8     |
| JPN Japão (Fujisawa)  |         | 0 | 0 | 1 | 0 | 2 | 0 | 1 | 0 | 0 | X  | 4     |

| Pista C                                    | LSFE    | 1 | 2 | 3 | 4 | 5 | 6 | 7 | 8 | 9 | 10 | Final |
| ------------------------------------------ | ------- | - | - | - | - | - | - | - | - | - | -- | ----- |
| OAR Atletas Olímpicos da Rússia (Moiseeva) | Martelo | 4 | 0 | 1 | 0 | 0 | 0 | 2 | 1 | 0 | 0  | 8     |
| CAN Canadá (Homan)                         |         | 0 | 2 | 0 | 2 | 1 | 1 | 0 | 0 | 2 | 1  | 9     |

| Pista D                 | LSFE    | 1 | 2 | 3 | 4 | 5 | 6 | 7 | 8 | 9 | 10 | Final |
| ----------------------- | ------- | - | - | - | - | - | - | - | - | - | -- | ----- |
| KOR Coreia do Sul (Kim) | Martelo | 0 | 1 | 0 | 3 | 2 | 0 | 3 | X | X | X  | 9     |
| DEN Dinamarca (Dupont)  |         | 0 | 0 | 2 | 0 | 0 | 1 | 0 | X | X | X  | 3     |

## Fase final
|  | Semifinal              | Semifinal              |   |                        | Final                  | Final |  |
|  |                        |                        |   |                        |                        |       |  |
|  | 23 de fevereiro, 20:05 |                        |   |                        |                        |       |  |
|  | SWE Suécia             | 10                     |   |                        |                        |       |  |
|  | GBR Grã-Bretanha       | 5                      |   |                        |                        |       |  |
|  |                        |                        |   |                        |                        |       |  |
|  |                        |                        |   |                        | 25 de fevereiro, 9:05  |       |  |
|  |                        |                        |   |                        | SWE Suécia             | 8     |  |
|  |                        | KOR Coreia do Sul      | 3 |                        |                        |       |  |
|  |                        |                        |   |                        |                        |       |  |
|  |                        |                        |   |                        |                        |       |  |
|  |                        |                        |   |                        | Disputa pelo bronze    |       |  |
|  | 23 de fevereiro, 20:05 | 23 de fevereiro, 20:05 |   | 24 de fevereiro, 20:05 | 24 de fevereiro, 20:05 |       |  |
|  | KOR Coreia do Sul      | 8                      |   | GBR Grã-Bretanha       | 3                      |       |  |
|  | JPN Japão              | 7                      |   |                        | JPN Japão              | 5     |  |

### Semifinais
Sexta-feira, 23 de fevereiro, 20:05
| Pista A                 | LSFE    | 1 | 2 | 3 | 4 | 5 | 6 | 7 | 8 | 9 | 10 | 11 | Final |
| ----------------------- | ------- | - | - | - | - | - | - | - | - | - | -- | -- | ----- |
| KOR Coreia do Sul (Kim) | Martelo | 3 | 0 | 1 | 0 | 2 | 0 | 0 | 1 | 0 | 0  | 1  | 8     |
| JPN Japão (Fujisawa)    |         | 0 | 2 | 0 | 1 | 0 | 1 | 0 | 0 | 2 | 1  | 0  | 7     |

| Pista C                     | LSFE    | 1 | 2 | 3 | 4 | 5 | 6 | 7 | 8 | 9 | 10 | Final |
| --------------------------- | ------- | - | - | - | - | - | - | - | - | - | -- | ----- |
| SWE Suécia (Hasselborg)     | Martelo | 0 | 2 | 0 | 1 | 0 | 2 | 3 | 0 | 2 | X  | 10    |
| GBR Grã-Bretanha (Muirhead) |         | 0 | 0 | 1 | 0 | 2 | 0 | 0 | 2 | 0 | X  | 5     |

### Disputa pelo bronze
Sábado, 24 de fevereiro, 20:05
| Pista B                     | LSFE    | 1 | 2 | 3 | 4 | 5 | 6 | 7 | 8 | 9 | 10 | Final |
| --------------------------- | ------- | - | - | - | - | - | - | - | - | - | -- | ----- |
| GBR Grã-Bretanha (Muirhead) | Martelo | 1 | 0 | 1 | 0 | 1 | 0 | 0 | 0 | 0 | 0  | 3     |
| JPN Japão (Fujisawa)        |         | 0 | 1 | 0 | 1 | 0 | 0 | 0 | 1 | 1 | 1  | 5     |

### Final
Domingo, 25 de fevereiro, 9:05
| Equipes                 | LSFE    | 1 | 2 | 3 | 4 | 5 | 6 | 7 | 8 | 9 | 10 | Final |
| ----------------------- | ------- | - | - | - | - | - | - | - | - | - | -- | ----- |
| SWE Suécia (Hasselborg) |         | 0 | 0 | 2 | 1 | 1 | 0 | 3 | 0 | 1 | X  | 8     |
| KOR Coreia do Sul (Kim) | Martelo | 1 | 0 | 0 | 0 | 0 | 1 | 0 | 1 | 0 | X  | 3     |